# Fleur
Pour les articles homonymes, voir Fleur (homonymie).

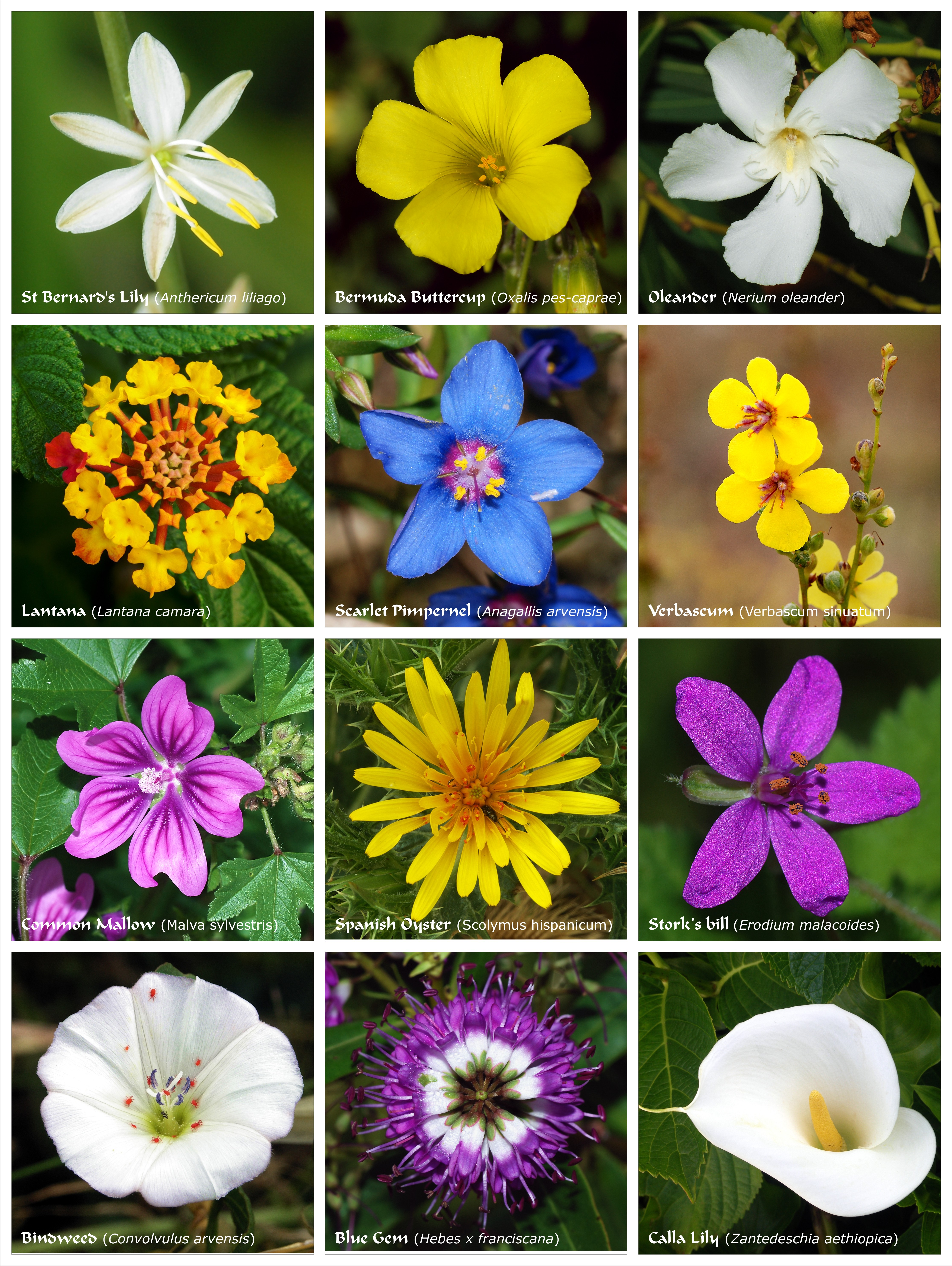
Diverses fleurs « simples » et Composées de différentes familles.

En biologie, chez les « plantes à fleurs » (angiospermes), la fleur constitue l'organe de la reproduction sexuée et l'ensemble des « enveloppes » qui l'entourent. Après la pollinisation, la fleur est fécondée et se transforme en fruit contenant les graines (ou parfois en fruits sans graines). Les fleurs peuvent être solitaires, mais elles sont le plus souvent regroupées en inflorescences.
Très tôt, les fleurs ont attiré l’attention des humains, qui les utilisent et les cultivent pour la parure (couronne de fleurs), pour l’ornementation intérieure (fleurs coupées, bouquets, ikebana) et extérieure (jardins, plates-bandes, etc.). Elles sont utilisées en parfumerie, pour leurs fragrances, ainsi qu'en teinture, pour leurs pigments. Les fleurs comestibles servent à la préparation de boissons et de mets. Les fleurs ont souvent inspiré les artistes, peintres, poètes, sculpteurs et décorateurs. Les fleurs ont eu une place et une signification variables dans la culture et l'art selon les civilisations ; rejetées ou négligées à certaines époques, comme dans les premiers siècles chrétiens, elles sont très valorisées à d'autres.
La culture des fleurs est la floriculture, une branche de l'horticulture. 

## Structure

Schéma théorique d'une fleur. 1. Réceptacle floral ; 2. Sépale ; 3. Pétale ; 4. Étamine ; 5. Pistil ou gynécée.

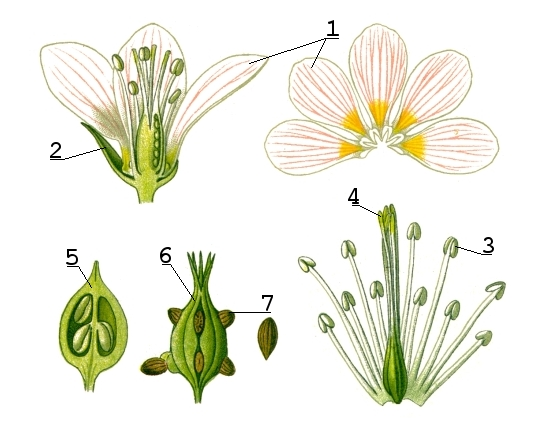
Morphologie de la fleur d’Oxalis acetosella. 1. Pétale ; 2. Sépale ; 3. Anthère ; 4. stigmate ; 5. Ovaire ; 6. Fruit ; 7. Graine.

La plupart des fleurs sont hermaphrodites, c'est-à-dire qu'elles ont à la fois des organes reproducteurs mâles et femelles : elles ont un pistil et des étamines. Les étamines sont la partie mâle (qui libère du pollen), et le pistil la partie femelle (qui contient les ovules).
Certaines plantes comme le pistachier ou le kiwi ont des fleurs qui ne sont pas hermaphrodites : elles sont soit mâles, soit femelles, les scientifiques parlent de fleurs gonochoriques. D'autres plantes comme l'avocatier ont des fleurs qui sont successivement mâles et femelles, on parle alors d'hermaphrodisme successif.
La fleur hermaphrodite est constituée de pièces florales insérées sur un réceptacle floral. Lorsque la fleur est complète, elle comprend quatre verticilles de pièces florales. De l'extérieur vers l'intérieur, on rencontre :
1. le calice, formé par l'ensemble des sépales ;
2. la corolle, formée par l'ensemble des pétales ;
3. l'androcée, c'est-à-dire l'ensemble des étamines (partie mâle), qui produit le pollen ;
4. le gynécée ou pistil, formé par l'ensemble des carpelles (partie femelle).

Calice et corolle forment le périanthe, enveloppe stérile, qui joue un rôle protecteur pour les pièces fertiles, et attractif pour les animaux pollinisateurs.
Ce plan théorique de la fleur, que l'on trouve typiquement chez le bouton d'or (Renonculacées), est sujet à de nombreuses variations. On rencontre par exemple des fleurs sans pétales, dites « apétales ». Une fleur mixte est une fleur qui possède à la fois étamines et pistil.

« La fleur double est celle dont quelqu'une des parties est multipliée au-delà de son nombre naturel, mais sans que cette multiplication nuise à la fécondation. Les fleurs se doublent rarement par le calice, presque jamais par les étamines. Leur multiplication la plus commune se fait par la corolle. Les exemples les plus fréquents sont dans les fleurs polypétales, comme œillets, anémones, renoncules ; les fleurs monopétales doublent moins communément. Cependant on voit assez souvent des campanules, des primevères auricules, et surtout des jacinthes à fleur double. Ce mot de fleur double ne marque pas dans le nombre des pétales une simple duplication, mais une multiplication quelconque. Soit que le nombre des pétales devienne double, triple, quadruple, etc., tant qu'ils ne multiplient pas au point d'étouffer la fructification, la fleur garde toujours le nom de fleur double ; mais, lorsque les pétales trop multipliés font disparaître les étamines et avorter le germe, alors la fleur perd le nom de fleur double et prend celui de fleur pleine. »

— Jean-Jacques Rousseau, Lettres écrites de la montagne, 1764

## Développement

### Induction florale
L'induction florale est le phénomène qui permet la transformation du méristème apical caulinaire en méristème floral. Cette transition peut être induite par vernalisation (froid), photopériodisme (la longueur du jour), thermopériodisme (la température), etc.

### Modèle ABC

La formation des fleurs est contrôlée par 3 gènes principaux : A, B et C. Le gène A agit sur le développement des sépales et des pétales, le gène B sur le développement des pétales et des étamines et enfin le gène C, sur le développement des étamines et du pistil. Le développement des pétales et des étamines nécessitent donc l'activation de deux gènes à la fois.
Deux gènes supplémentaires ont été découverts ultérieurement, le gène D nécessaire à la mise en place des ovules et le gène E nécessaire au développement des quatre verticilles (calice, corolle, androcée, gynécée) et des ovules.

## La fleur dans le cycle de la plante

Cycle de vie d'une angiosperme.

Chez les angiospermes, ou plantes à fleurs, la fleur est le siège des organes de la reproduction. La reproduction a lieu par pollinisation des carpelles par le pollen émis par les étamines. La pollinisation peut notamment avoir lieu à l'aide d'insectes (entomogamie), ou du vent (anémogamie).
Dans le cas fréquent de l'entomogamie, les fleurs attirent et utilisent les pollinisateurs par divers moyens :
- Les couleurs de leur corolle, plus ou moins vives et, pour certaines, uniquement perçues dans l'ultraviolet par certains insectes.
- La fragrance. Les fleurs sont souvent parfumées, leur odeur pouvant porter jusqu'à plus d'un kilomètre dans un air non pollué et assez humide.
- L'offre en nectar et pollen. Le nectar sucré est butiné par de nombreux insectes, notamment les abeilles, les papillons et les syrphes, mais aussi pour certaines espèces de chauve-souris ou d'oiseaux (colibris). Le parfum floral, l'amertume et le caractère sucré du nectar, par un dosage équilibré des substances attirantes et repoussantes, garantissent aux plantes une reproduction optimale. Le parfum floral, notamment pour les fleurs qui se font polliniser de nuit (chèvrefeuille), a un double rôle : attirer et guider les pollinisateurs qui sont récompensés par du nectar et du pollen. La fleur émet aussi des composants rendant le nectar assez amer pour que l'insecte n'en prélève pas trop ou pour éloigner des consommateurs qui ne seraient pas aptes à féconder l'espèce.

La plante émet aussi des substances protectrices pour sa fleur et pour les organes de cette fleur. Ce sont des composés insecticides et fongicides toxiques tels que la nicotine du tabac. On a ainsi montré que des plants de tabac sauvage (Nicotiana attenuata) génétiquement modifiés pour ne pas produire de nicotine ou de benzylacétone (parfum qui contribue à l'odeur du cacao, du jasmin et de la fraise) sont nettement moins bien fécondés et produisent jusqu'à cinq fois moins de graines,,.
- Des leurres visuels ou olfactifs. Une orchidée, l'Ophrys bourdon, prend l'apparence d'un insecte ; des plantes prennent l'aspect ou l'odeur de la viande pourrie, ce qui attire les mouches qui les pollinisent.
- Des dispositifs « piégeant » provisoirement des insectes, le temps qu'ils se couvrent de pollen.

L’éclosion des fleurs, ou floraison, est souvent très éphémère, mais ce phénomène est chez certaines plantes compensé par l'éclosion échelonnée de séries ou grappes de fleurs.

## Mouvements des fleurs

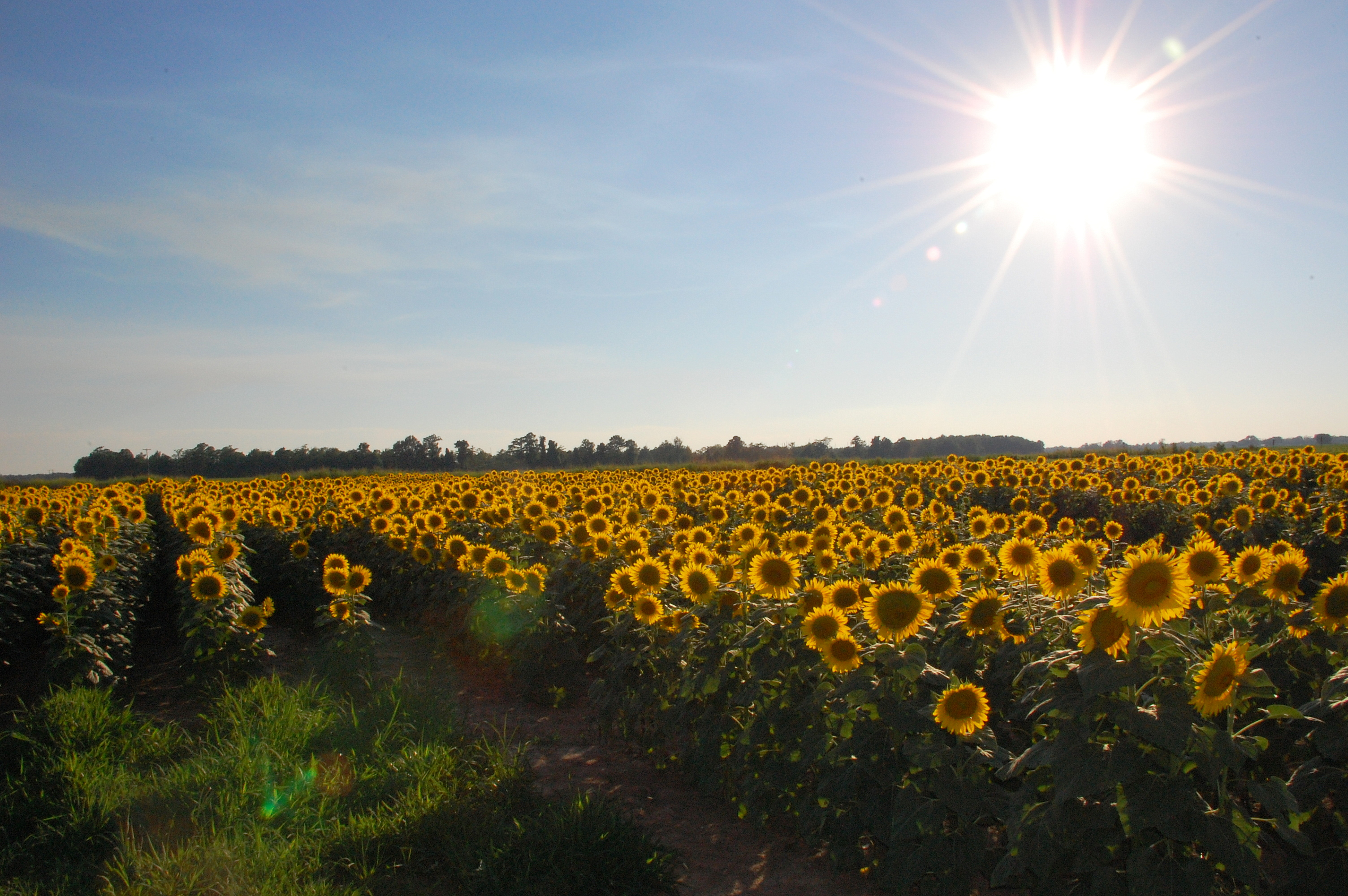
Une idée fausse veut que le tournesol soit doué d'héliotropisme positif. Seules les fleurs en boutons sont capables d'un mouvement, les fleurs arrivées à maturité ont une tige devenue trop rigide et restent orientées dans la direction est /sud-est toute la journée.

Des fleurs présentent des mouvements dans des directions consécutifs à un stimulus extérieur et que l'on nomme tropismes, notamment par rapport à la lumière solaire (héliotropisme floral, surtout chez des plantes de montagne ou de climat froid). Elles sont animées par un organe appelé pulvinus qui est situé à la base du pédoncule floral. Ce mouvement favoriserait la reproduction en attirant les pollinisateurs, en augmentant la température des organes reproducteurs (réflexion de la lumière par les pétales sur le pistil).
De nombreuses fleurs présentent des nasties qui sont des mouvements dans des directions non déterminées par une composante vectorielle du stimulus. Les stimuli sont constitués soit de variations journalières de la température pour la thermonastie (par exemple, fleur de tulipe, de rose), soit de l'alternance jour/nuit pour la nyctinastie. Dans ce dernier cas, les fleurs s'ouvrent le matin et se ferment complètement le soir ; elles font de même par temps humide ou très nuageux. Ce phénomène a un impact positif sur la croissance (protection contre le froid et l'humidité nocturne) mais peut aussi, par le processus d'exaptation, jouer un rôle de défense contre les herbivores la nuit, sachant que certains consommateurs de ces fleurs, les limaces et les chevreuils, sont surtout actifs de nuit.

## Évolution

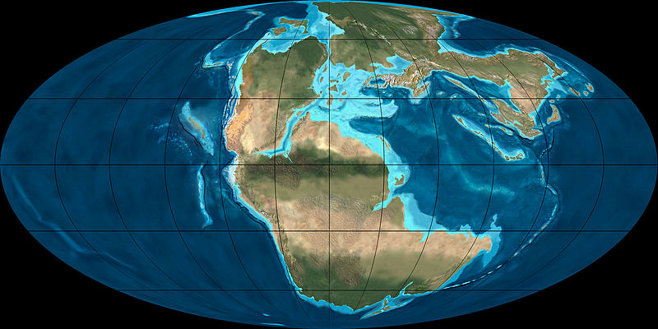
Une hypothèse intéressante considère que plusieurs familles d'angiospermes seraient apparues lors de la fragmentation de la Pangée qui a commencé fin-Trias/début-Jurassique.

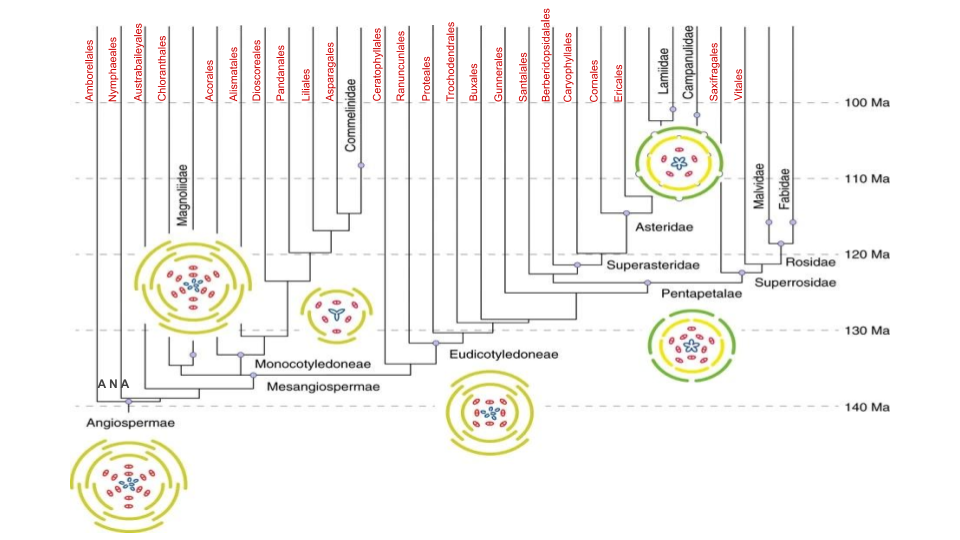
Évolution de l'architecture florale des Angiospermes depuis 140 Ma, représentée par les diagrammes floraux.

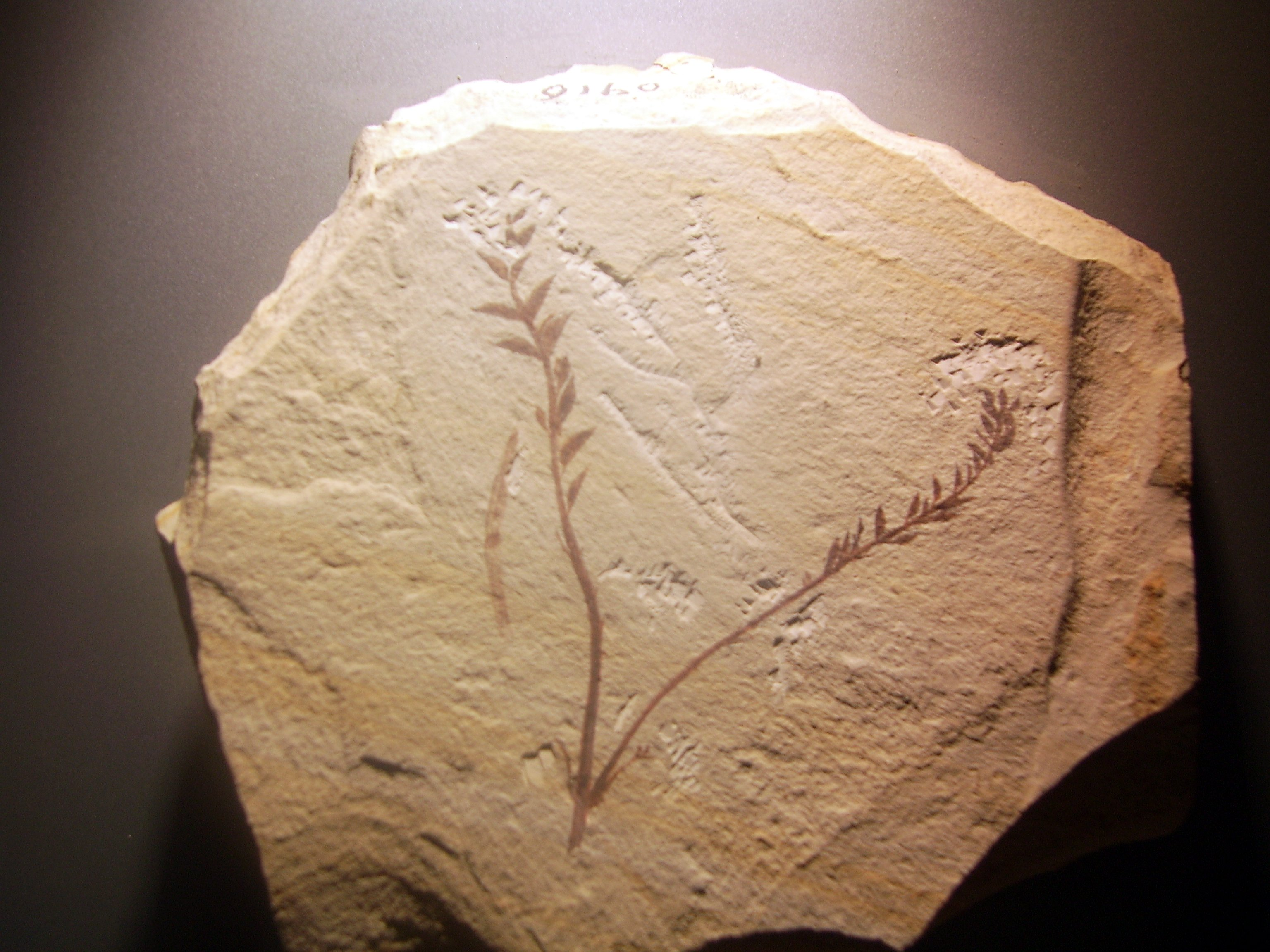
Archaefructus liaoningensis.

Les angiospermes sont un groupe monophylétique, apparu relativement récemment et qui s'est rapidement diversifié en co-évoluant avec les insectes ou d'autres animaux pollinisateurs anthophiles, pour donner les environ 250 000 espèces actuelles de plantes à fleur. Plusieurs innovations clés sont à la base de ce succès évolutif (grandes feuilles à nervation complexe optimisant la circulation des produits de la photosynthèse, fleurs protégeant les organes reproducteurs, fruits protégeant leurs graines, stratégies de pollinisation — notamment par les insectes butineurs — et de dissémination des graines, auto-incompatibilité génétique favorisant la fécondation croisée).
Les plus anciens fossiles de plantes à fleurs sont Archaefructus, probablement aquatique et datée d'il y a 120 millions d'années (début du Crétacé). Cette fleur découverte en Chine n'avait ni pétales ni sépale mais des carpelles, et des étamines dispersés le long d'une tige, non ancrés sur un même point. Montsechia vidalii découverte dans les Pyrénées espagnoles est également une plante aquatique datant de 130 millions d'années. Par la méthode phylogénétique de la reconstitution des états ancestraux, des chercheurs ont fait le portrait-robot du plus ancien ancêtre commun de toutes les fleurs, il y a 140 millions d'années, qui s'avère être une fleur hermaphrodite dont la majorité des pièces florales ne sont pas insérées en spirale mais en verticille, ce qui contredit la théorie euanthe du botaniste américain Charles Edwin Bessey qui suggère que les Angiospermes sont monophylétiques, dérivant d'une fleur primitive de type Magnolia.
Une équipe du CNRS répond en partie à la question : comment est apparue une structure aussi complexe que la fleur ? L'étude d’une plante gymnosperme, Welwitschia mirabilis, qui pousse dans des déserts de Namibie et d’Angola et peut vivre plus d’un millénaire, montre que ses cônes mâles possèdent quelques ovules stériles et du nectar, ce qui révèle une tentative échouée d’inventer la fleur bisexuelle. Les chercheurs ont trouvé dans son génome des gènes similaires à ceux responsables de la formation des fleurs et organisés selon la même hiérarchie. Angiospermes et gymnospermes ont donc hérité d'un ancêtre commun. Le mécanisme aboutissant à la fleur n’a pas été inventé il y a environ 150 millions d'années : il a été hérité et utilisé par la plante,.

## Perception par l'être humain

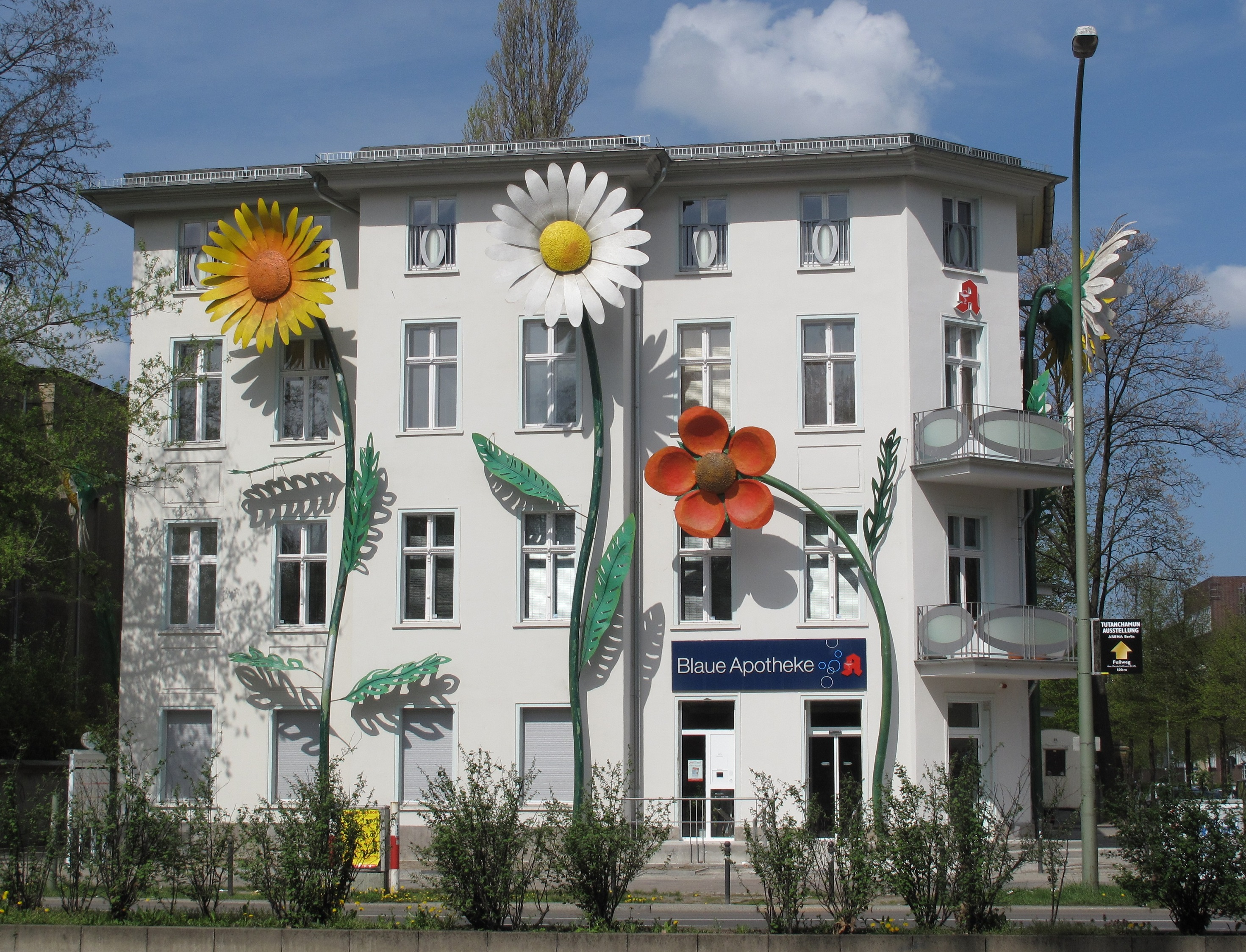
Fleurs géantes au centre médical de Berlin-Treptow, installation de Sergej Alexander Dott en 2012.

La présence de fleurs dans le paysage, la ville, l'environnement intérieur (chambre d’hôpital, classe, bureau, cellule de prison…) induit un sentiment et des réactions psychophysiologiques, qui varient selon les personnes, les cultures, les saisons, et les contextes, qu'on commence à pouvoir quantifier.
Par exemple, on a demandé à 119 étudiants (52 hommes et 67 femmes, âgés en moyenne de 21 ans, répartis en 3 groupes) de remplir une tâche en 10 minutes. Le premier groupe, de contrôle, devait remplir des pots avec de la terre. Le deuxième groupe devait repiquer des plantes non fleuries (Viola × wittrockiana Sakura Sakura). Le troisième groupe devait repiquer des plants de la même espèce, mais en fleurs. Des tests ont été faits avant et après l'expérience : électroencéphalogramme (EEG), électromyogramme (EMG), enregistrements du nombre de clignements d'yeux par minute et Profile of Mood States (POMS) test mesurant les variations de l'humeur du sujet. Le ratio ondes alpha/ondes bêta avec les yeux fermés a considérablement augmenté sauf chez ceux qui ne manipulaient que de la terre. L'amplitude des ondes bêta avec les yeux ouverts a diminué chez ceux manipulant les plantes, et particulièrement les plantes fleuries de même que l'électromyogramme et la fréquence de clignotements des yeux. Le sentiment de fatigue était significativement réduit chez ceux qui ont rempoté les plantes fleuries par rapport aux autres groupes, confirmant l'effet de relaxation physiologique que procurent les plantes fleuries, plus encore que les plantes non fleuries.

## Galerie

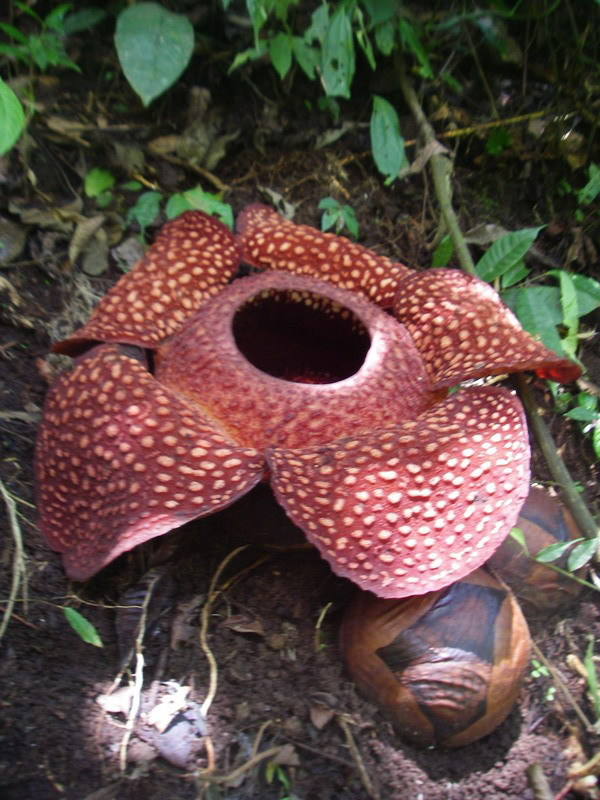
La plus grande fleur simple du règne végétal, la Rafflesia arnoldii peut atteindre 1 m de diamètre et peser jusqu'à 10 kg.
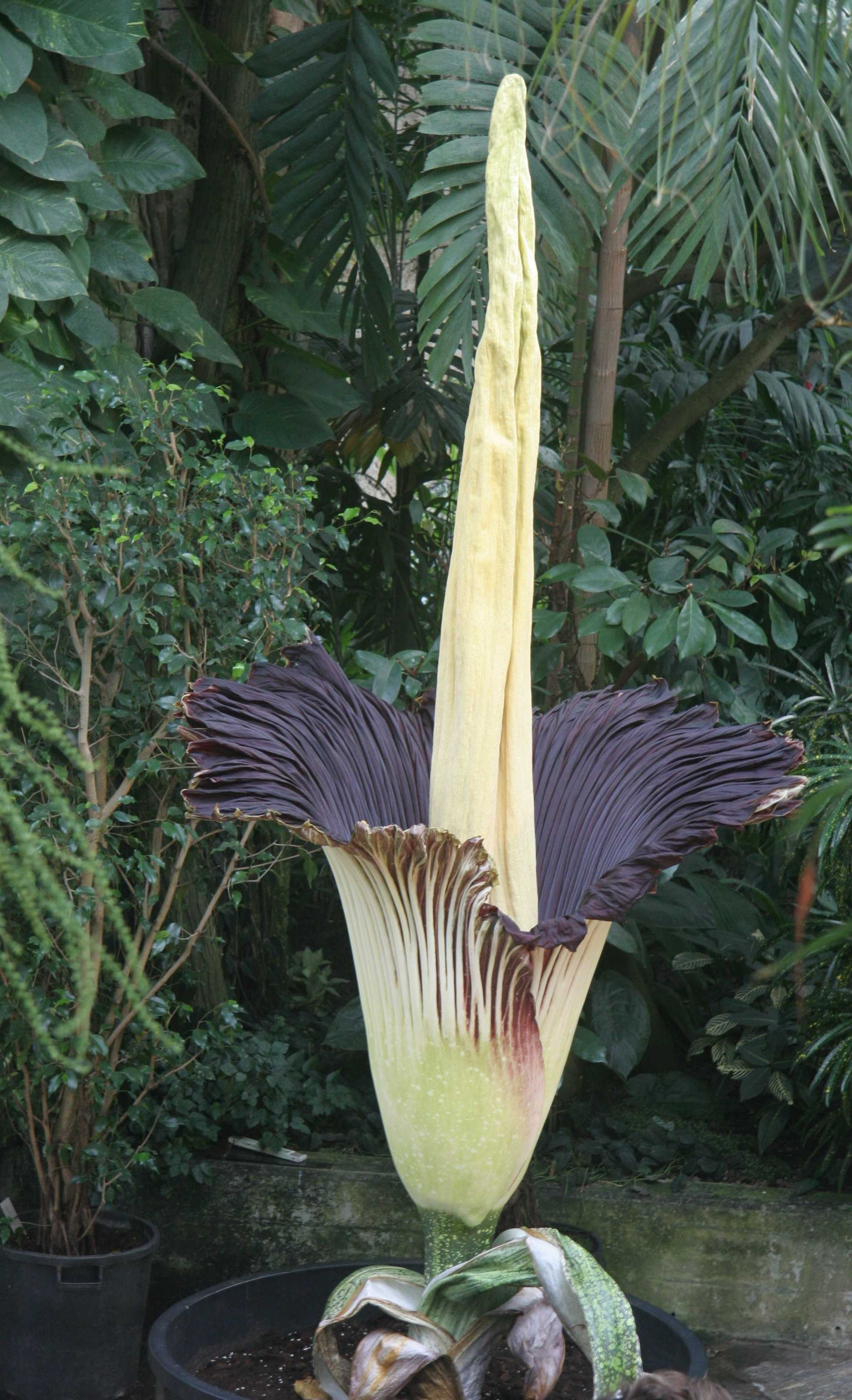
L'Arum titan possède la plus grande inflorescence du monde, pouvant atteindre près de 3 m.
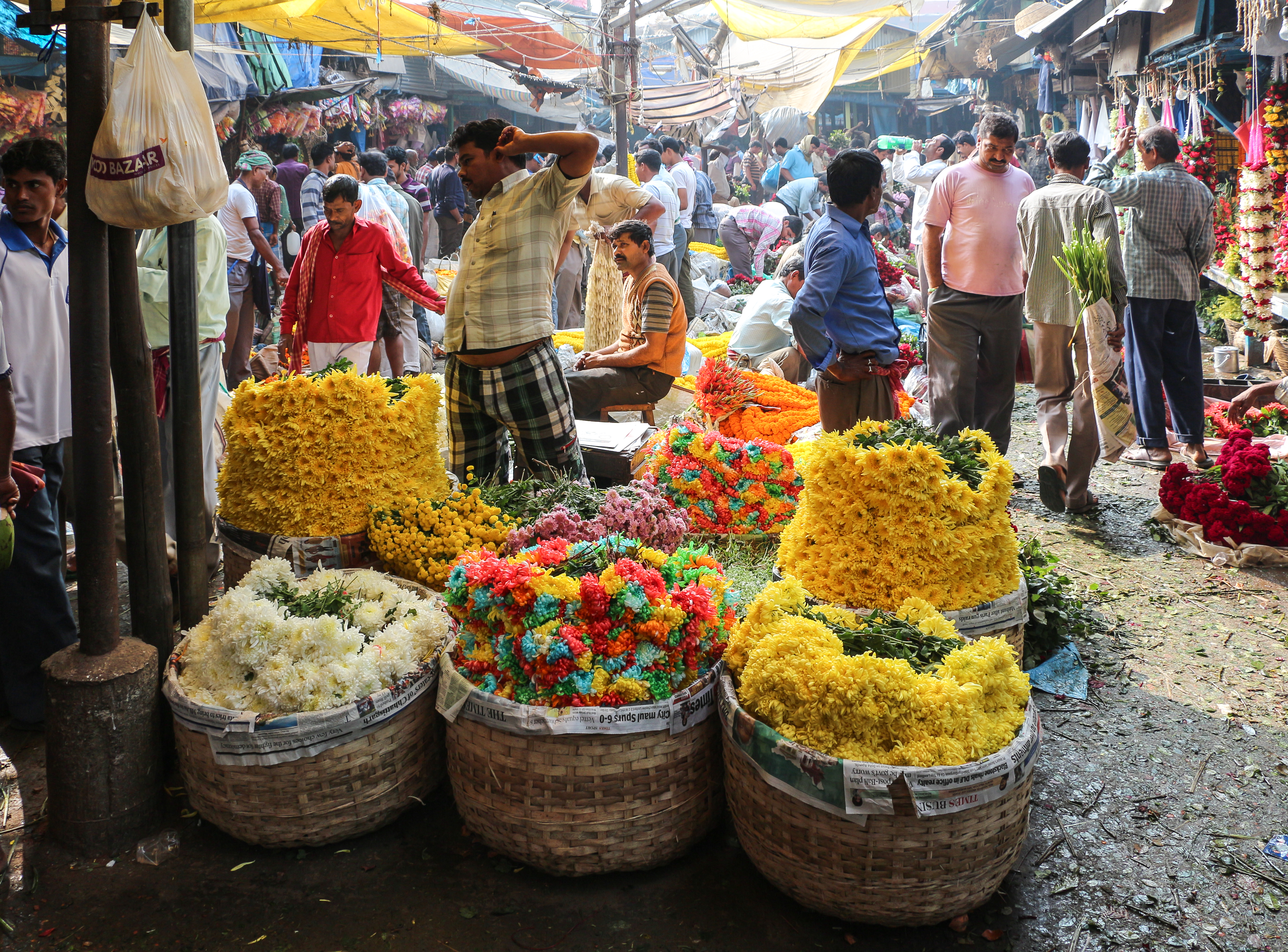
Marché aux fleurs à Calcutta.
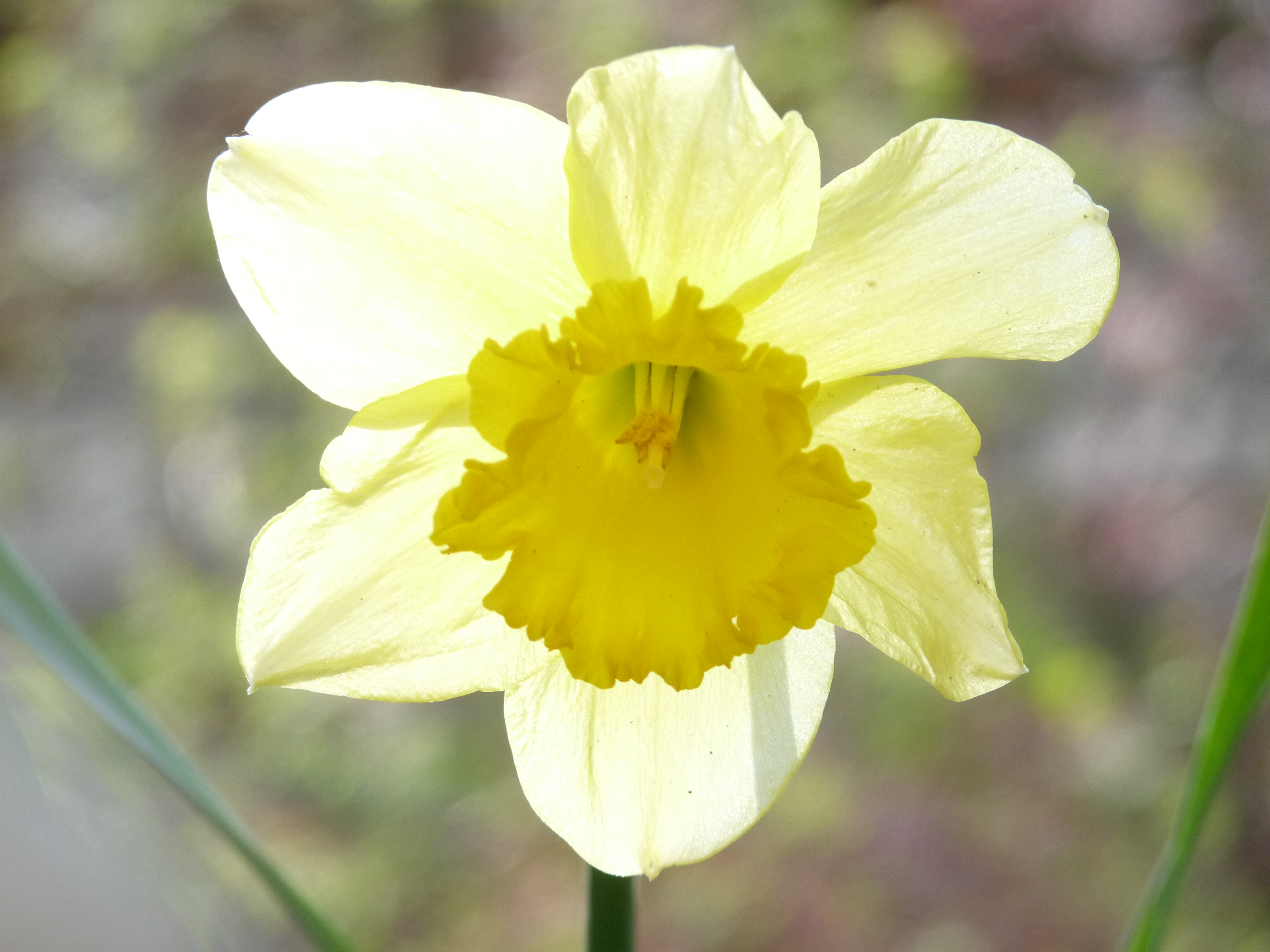
Jonquille.
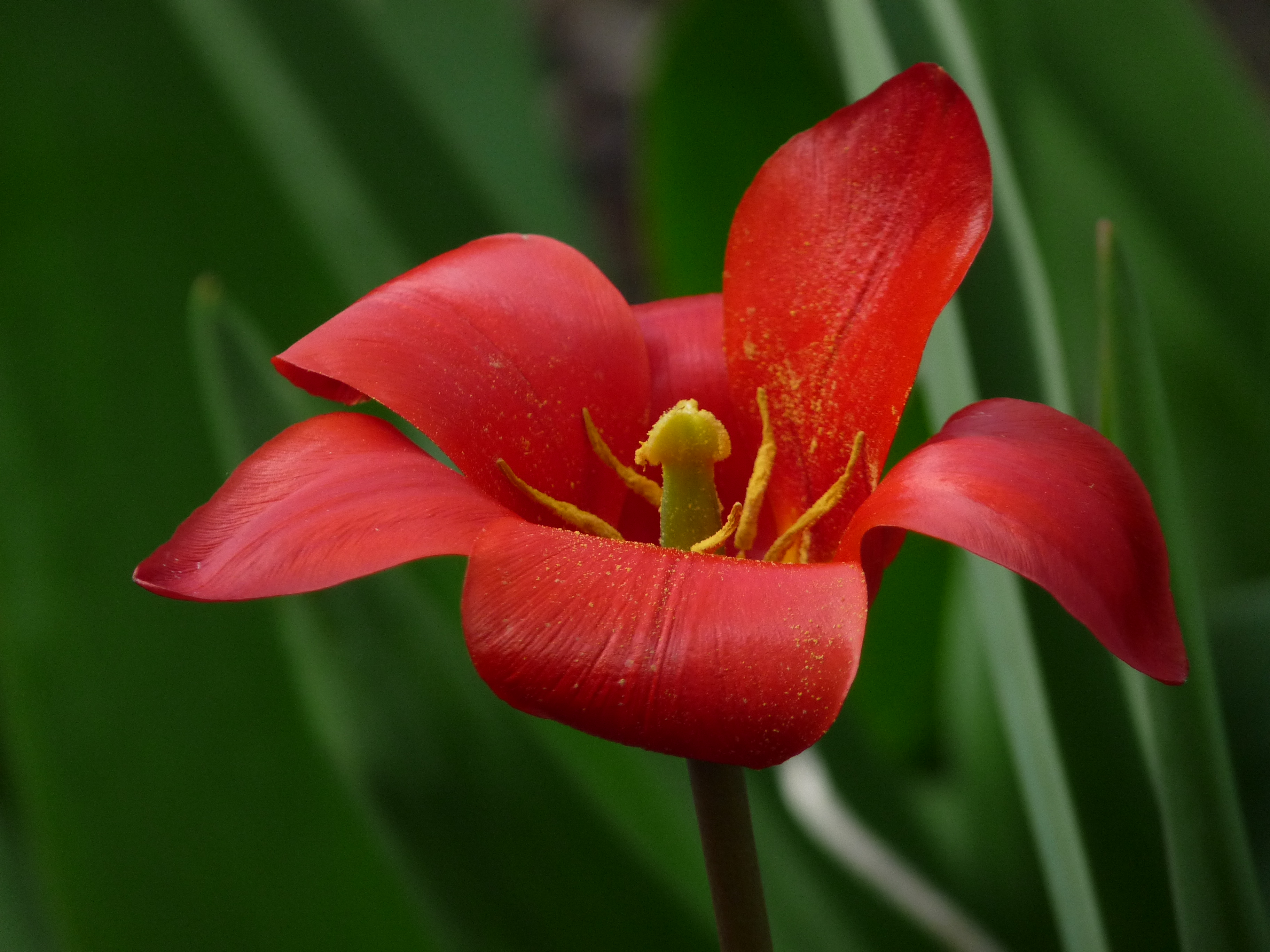
Tulipe rouge macro.
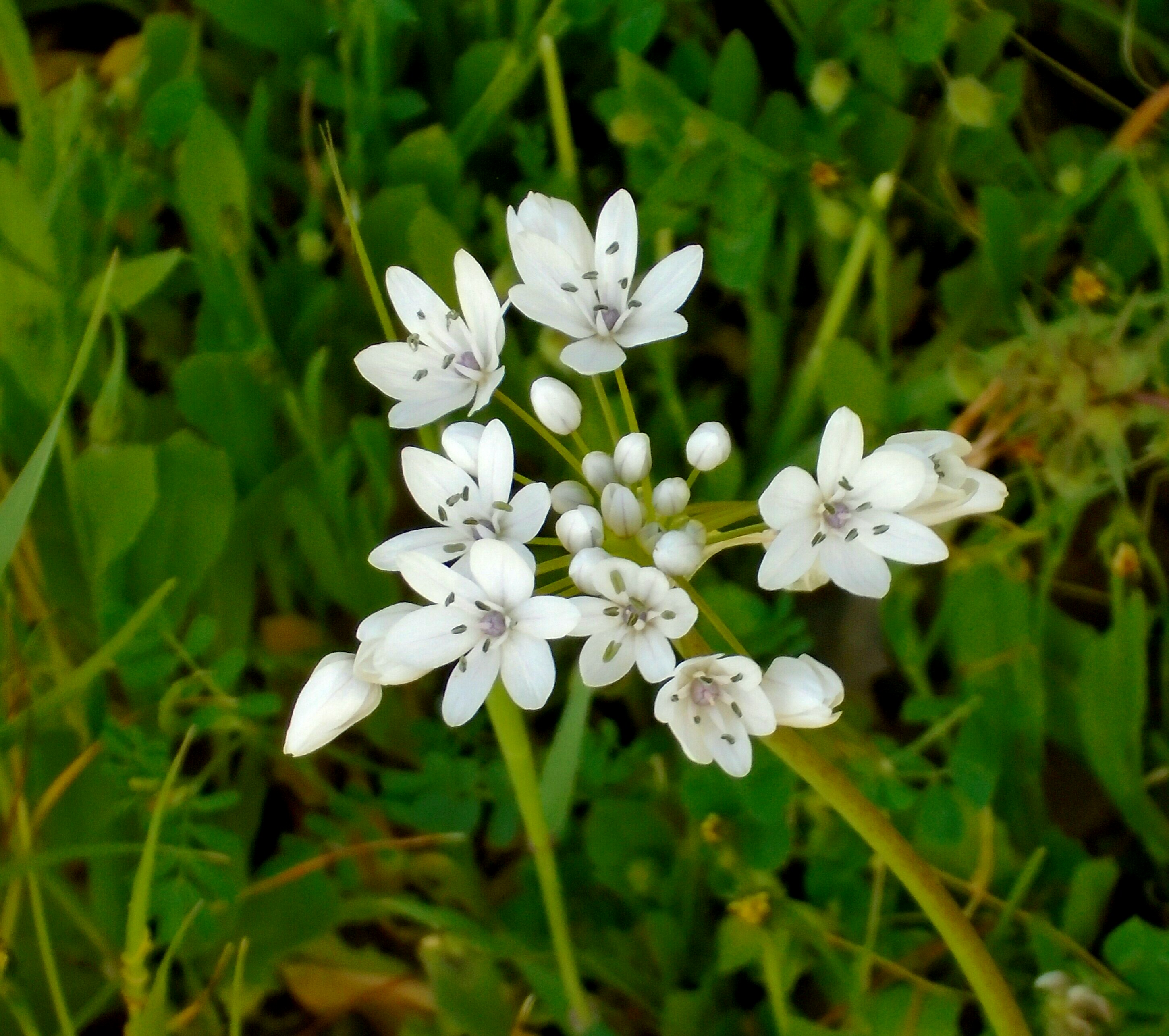
Fleurs sauvages blanches en Jordanie.